# Mischa Elman
Mischa Elman, właśc. Michaił Saulowicz Elman (ros. Михаил Саулович Эльман; ur. 8 stycznia?/20 stycznia 1891 w Talnem, zm. 5 kwietnia 1967 w Nowym Jorku) – amerykański skrzypek pochodzenia rosyjskiego.

## Życiorys
W wieku 6 lat został zabrany przez ojca do Odessy, gdzie kształcił się u Aleksandra Fidelmanna i Adolfa Brodskiego. W latach 1901–1904 studiował w Konserwatorium Petersburskim u Leopolda Auera. Debiutował publicznie w 1904 roku w Petersburgu i Berlinie. W 1905 roku wystąpił w Londynie. Od 1908 roku występował w Stanach Zjednoczonych, gromadząc na swoich koncertach liczną publikę i zdobywając sobie uznanie krytyki. W 1923 roku otrzymał obywatelstwo amerykańskie.
Jego gra cechowała się delikatnym, a jednocześnie silnym dźwiękiem, stanowiąc kwintesencję romantycznego stylu interpretacji. Środki techniczne były w niej podporządkowane w dużej mierze wyrazowi. W jego programie koncertowym znajdowały się utwory skrzypcowe m.in. Mendelssohna, Czajkowskiego i Wieniawskiego. Pisał także własne kompozycje na skrzypce, w tym aranżacje utworów innych kompozytorów. Eugène Ysaÿe zadedykował mu swoje Extase, Bohuslav Martinů natomiast II Koncert skrzypcowy.